# Studentevenemang
Studentevenemang riktar sig i första hand till studerande vid högskola eller universitet. De kan bestå av en resa, en serie fester eller ett antal konserter. Jämför festival.
Stora studentevenemang i Sverige:
| Namn                   | När                                    | Hemmanation                            | Arrangerande förening               |
| ---------------------- | -------------------------------------- | -------------------------------------- | ----------------------------------- |
| SPIIK Innebandy        | Slutet på november                     | Linneuniversitet i Kalmar              |                                     |
| Rabalder (studentfest) | Slutet på september                    | Högskolan i Borås                      | Sexet I Borås (6-1)                 |
| Forsränningen          | Valborg                                | Uppsala universitet                    | Uppsala teknolog- och naturvetarkår |
| Lundakarnevalen        | Vart fjärde år runt den 20 maj         | Lunds universitet                      |                                     |
| Cortègen               | Valborg                                | Chalmers tekniska högskola             |                                     |
| SOF                    | I maj udda årtal                       | Linköpings universitet                 |                                     |
| STORK                  | I maj jämna årtal                      | Uppsala universitet                    |                                     |
| Sjöslaget              | I början på oktober                    | Stockholms universitet                 | Sjöslagsgruppen                     |
| Absolut Gotland        | I början på maj                        | Högskolan på Gotland                   | Rindi och Sjöslagsgruppen           |
| Hjärtslaget            | I anslutning till Alla hjärtans dag    | Högskolan Halmstad                     | Thorax                              |
| Flumride               | I april månad                          | Blekinge tekniska högskola, Karlskrona |                                     |
| Sjöslaget              | Nedlagd (i början på maj)              | Blekinge tekniska högskola, Karlskrona |                                     |
| Fia med dônk           | I slutet på oktober/början av november | Blekinge tekniska högskola, Karlskrona |                                     |
| Dônkslaget             | Nedlagd                                | Blekinge tekniska högskola, Karlskrona |                                     |
| Allkårsfestivalen      | I mitten på maj                        | Växjö universitet                      |                                     |
| Kvastkampen            | I början på maj                        | Högskolan i Kalmar                     |                                     |
| Quarnevalen            | I mitten på maj vart tredje år         | Kungliga Tekniska högskolan            |                                     |
| Squvalp                | De år Quarnevalen inte är              | Kungliga Tekniska högskolan            |                                     |
| Bonnaphesten           | I början på oktober                    | Högskolan i Skövde                     | SköSex                              |
| Tandemstafetten        | I anslutning till Lundakarnevalen      | Lunds universitet                      |                                     |
| Lappfejden             | I slutet på november                   | Luleå tekniska universitet             | D6 Luleå                            |
| Syndafloden            | I början på mars                       | Högskolan i Jönköping                  | Qult                                |
| Campusfesten           | I början av maj                        | Karlstads universitet                  |                                     |
| Älghälga               | Slutet av oktober                      | Karlstads universitet                  |                                     |
| Tjällossningen         | Början av april                        | Örebro universitet                     |                                     |
| Spacestation           | Början av maj                          | Göteborgs universitet                  | Pedagogsexmästeriet Göteborg        |
| Grisfesten             | Början av december                     | Högskolan i Gävle                      |                                     |